# Dzmitryj Nabokau
Dzmitryj Siarhiejewicz Nabokau (ur. 20 stycznia 1996) – białoruski lekkoatleta specjalizujący się w skoku wzwyż.
Srebrny medalista juniorskich mistrzostw świata w Eugene (2014). W 2017 zdobył złoty medal młodzieżowych mistrzostw Europy.
Stawał na najwyższym stopniu podium mistrzostw Białorusi. Reprezentant kraju w meczach międzypaństwowych. 
Rekordy życiowe: stadion – 2,36 (25 maja 2018, Brześć) były rekord Białorusi; hala – 2,32 (3 marca 2018, Mińsk).

## Osiągnięcia
| Rok  | Impreza                        | Miejsce        | Pozycja           | Wynik |
| ---- | ------------------------------ | -------------- | ----------------- | ----- |
| 2014 | Mistrzostwa świata juniorów    | Eugene         | 2. miejsce        | 2,24  |
| 2015 | Mistrzostwa Europy juniorów    | Eskilstuna     | 10. miejsce       | 2,05  |
| 2016 | Mistrzostwa Europy             | Amsterdam      | el. – 23. miejsce | 2,09  |
| 2016 | Igrzyska olimpijskie           | Rio de Janeiro | el. – 43. miejsce | 2,17  |
| 2017 | Młodzieżowe mistrzostwa Europy | Bydgoszcz      | 1. miejsce        | 2,24  |
| 2019 | Mistrzostwa świata             | Doha           | el. – 18. miejsce | 2,26  |